# Florian Wustinger
Florian Wustinger (* 21. Juli 2003 in Wien) ist ein österreichischer Fußballspieler.

## Karriere

### Verein
Wustinger begann seine Karriere beim 1. SC Pfaffstätten. Im September 2010 wechselte er in die Jugend des FK Austria Wien. Bei der Austria durchlief er ab der Saison 2017/18 auch sämtliche Altersstufen in der Akademie. Zur Saison 2020/21 rückte er in den Kader der zweiten Mannschaft der Austria.
Sein Debüt für diese in der 2. Liga gab er im April 2021, als er am 22. Spieltag der Saison 2020/21 gegen den Floridsdorfer AC in der 71. Minute für Anouar El Moukhantir eingewechselt wurde. Nach eineinhalb Jahren bei den Violets wurde er im Jänner 2022 in den Bundesligakader befördert. Im März 2022 verlängerte er seinen Vertrag langfristig beim FK Austria Wien bis 2026.

### Nationalmannschaft
Wustinger, der bis dahin noch nie für eine Nationalauswahl gespielt hatte, nahm 2022 mit der U-19-Auswahl an der EM teil. Während des Turniers debütierte er dann gegen England im U-19-Team. Während des Turniers kam er in allen vier Partien zum Einsatz, mit Österreich schied er aber in der Gruppenphase aus und verpasste anschließend auch die Qualifikation für die WM.

## Persönliches
Wustingers Vater Jochen (* 1972) war Bundesligaprofi bei Admira/Wacker, sein Großvater Anton spielte beim WSC ebenfalls erstklassig.